# Claus Fussek

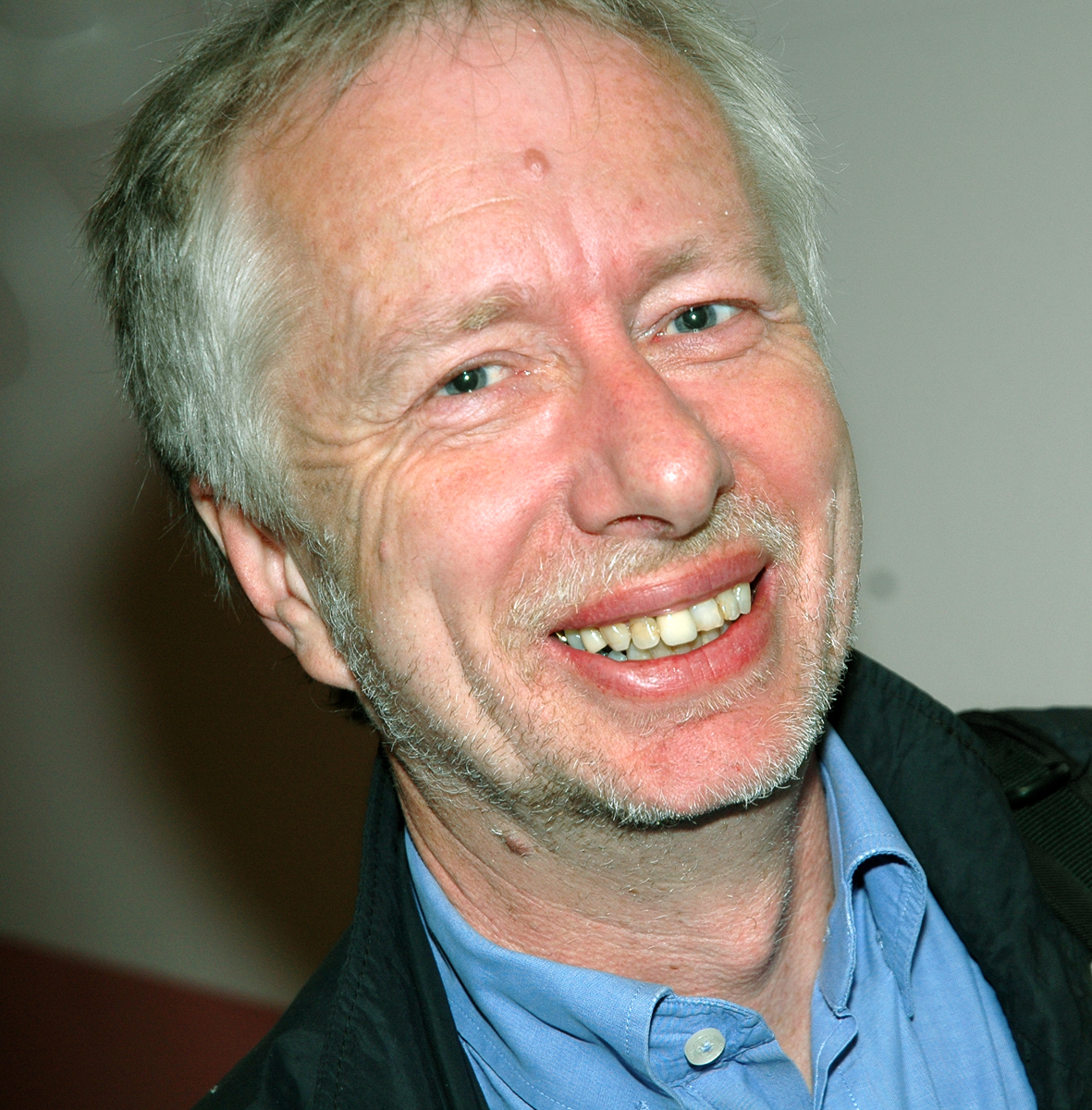
Claus Fussek (2008)

Claus Fussek (* 1. Februar 1953 in Bad Tölz) ist ein deutscher Sozialarbeiter und Buchautor.

## Leben
Fussek, der als bekanntester deutscher Pflegekritiker gilt, kritisiert unzulängliche oder gar kriminelle Pflegesituationen vor allem in Pflegeheimen und Altenpflegeheimen. 2001 trat er in Genf vor einem UN-Ausschuss für wirtschaftliche, soziale und kulturelle Rechte als Zeuge der Zustände in den deutschen Altenpflegeheimen auf. In seinem 2008 erschienenen Hauptwerk Im Netz der Pflegemafia beschreibt er anhand eines eigenen Archivs eine Vielzahl von Menschenrechtsverletzungen, Misshandlungen oder Mängeln in der Organisation von Heimen. Er bezeichnet die "Pflegelobby" als eine bisher "unterschätzte Macht" in der Sozialpolitik und dem Sozialmarkt. Er ist Mitbegründer des Forums zur Verbesserung der Situation Pflegebedürftiger e. V. in Gauting und des Münchner Pflegestammtisches. Letztere Initiative wurde aber im Oktober 2010 aufgrund nachlassender Beteiligung für beendet erklärt.
Er lebt und arbeitet in der Nähe von München. Hauptberuflich ist er seit 1978 im Münchener ambulanten Beratungs- und Pflegedienst Vereinigung Integrationsförderung tätig, der mit unterschiedlichen Dienstleistungen sozial Benachteiligte unterstützt.

## Auszeichnungen
- 2008: Bundesverdienstkreuz am Bande
- 2014: Deutscher Fairness-Preis der Fairness-Stiftung[5]
- 2015: Bayerische Gesundheits- und Pflegemedaille[6]
- 2022: Weißer Engel[7]

## Werke
- Claus Fussek, Gottlob Schober: Im Netz der Pflegemafia. Wie mit menschenunwürdiger Pflege Geschäfte gemacht werden. Nachwort von Dieter Hildebrandt. Bertelsmann, Gütersloh 2008, ISBN 3-570-01009-0.
- Claus Fussek, Sven Loerzer: Alt und abgeschoben. Der Pflegenotstand und die Würde des Menschen. Vorwort von Dieter Hildebrandt. Herder, Freiburg 2005, ISBN 3-451-28411-1.
- Claus Fussek, Gottlob Schober: "Es ist genug!" Auch alte Menschen haben Rechte. Knaur Verlag, München 2013, ISBN 978-3-426-78644-4.